# Crosby (Dakota del Nord)
Crosby è un centro abitato (city) degli Stati Uniti d'America, capoluogo della Contea di Divide nello Stato del Dakota del Nord. Nel censimento del 2000 la popolazione era di 1 089 abitanti. La città è stata fondata nel 1904.

## Geografia fisica
Secondo i rilevamenti dell'United States Census Bureau, la località di Crosby si estende su una superficie di 3,50 km², tutti occupati da terre.

## Popolazione
Secondo il censimento del 2000, a Crosby vivevano 1 089 persone, ed erano presenti 290 gruppi familiari. La densità di popolazione era di 311 ab./km². Nel territorio comunale si trovavano 637 unità edificate. Per quanto riguarda la composizione etnica degli abitanti, il 98,26% era bianco, lo 0,28% era nativo e l'1,01% proveniva dall'Asia. Lo 0,18% apparteneva ad altre razze, mentre lo 0,28% a due o più razze. La popolazione di ogni razza ispanica corrispondeva allo 0,83% degli abitanti.
Per quanto riguarda la suddivisione della popolazione in fasce d'età, il 19,5% era al di sotto dei 18, il 4,6% fra i 18 e i 24, il 18,7% fra i 25 e i 44, il 23,3% fra i 45 e i 64, mentre infine il 33,9% era al di sopra dei 65 anni di età. L'età media della popolazione era di 50 anni. Per ogni 100 donne residenti vivevano 88,1 maschi.